# کامولوس مدیا
کامولوس مدیا (انگلیسی: Cumulus Media) شرکت سرگرمی آمریکایی است، که در سال ۱۹۹۸ تأسیس شد.